# Vanessa Hinz
Vanessa Hinz (* 24. März 1992 in München) ist eine ehemalige deutsche Biathletin und Skilangläuferin.

## Leben
Vanessa Hinz wuchs in Schliersee auf und startete für ihren Heimatverein, den SC Schliersee. Sie besuchte die CJD Christophorusschulen Berchtesgaden und begann ihre sportliche Karriere als Skilangläuferin, bevor sie ab 2012 zum Biathlon wechselte. Ihren Wohnort hat sie nach Ruhpolding verlegt, wo sie während der Wettkampfvorbereitung auch trainierte. Als Zolloberwachtmeisterin wird sie als Mitglied des Zoll Ski Teams gefördert.
Vanessa Hinz hat eine eineinhalb Jahre jüngere Schwester.

## Sportliche Karriere

### Anfänge im Skilanglauf (2007 bis 2012)
Vanessa Hinz kam als Langläuferin ab Ende 2007 in Junioren- und FIS-Rennen zum Einsatz, später auch in Rennen des Alpencup, ohne jedoch nennenswerte Resultate zu erreichen. 2011 verpasste sie bei den Deutschen Meisterschaften in Hirschau als Viertplatzierte über 5 Kilometer Freistil knapp eine Medaille und wurde wenig später bei den Juniorenweltmeisterschaften in Otepää über dieselbe Strecke 58. 2012 wurde sie bei den Deutschen Juniorenmeisterschaften 2012 in Oberwiesenthal Dritte des Freistil-Sprints. In Erzurum startete sie zum zweiten Mal bei einer Juniorenweltmeisterschaft, bei der sie 24. des Freistil-Sprints, 25. des Skiathlons und Vierte mit der deutschen Staffel wurde.

### Wechsel zum Biathlon (2012 bis 2014)

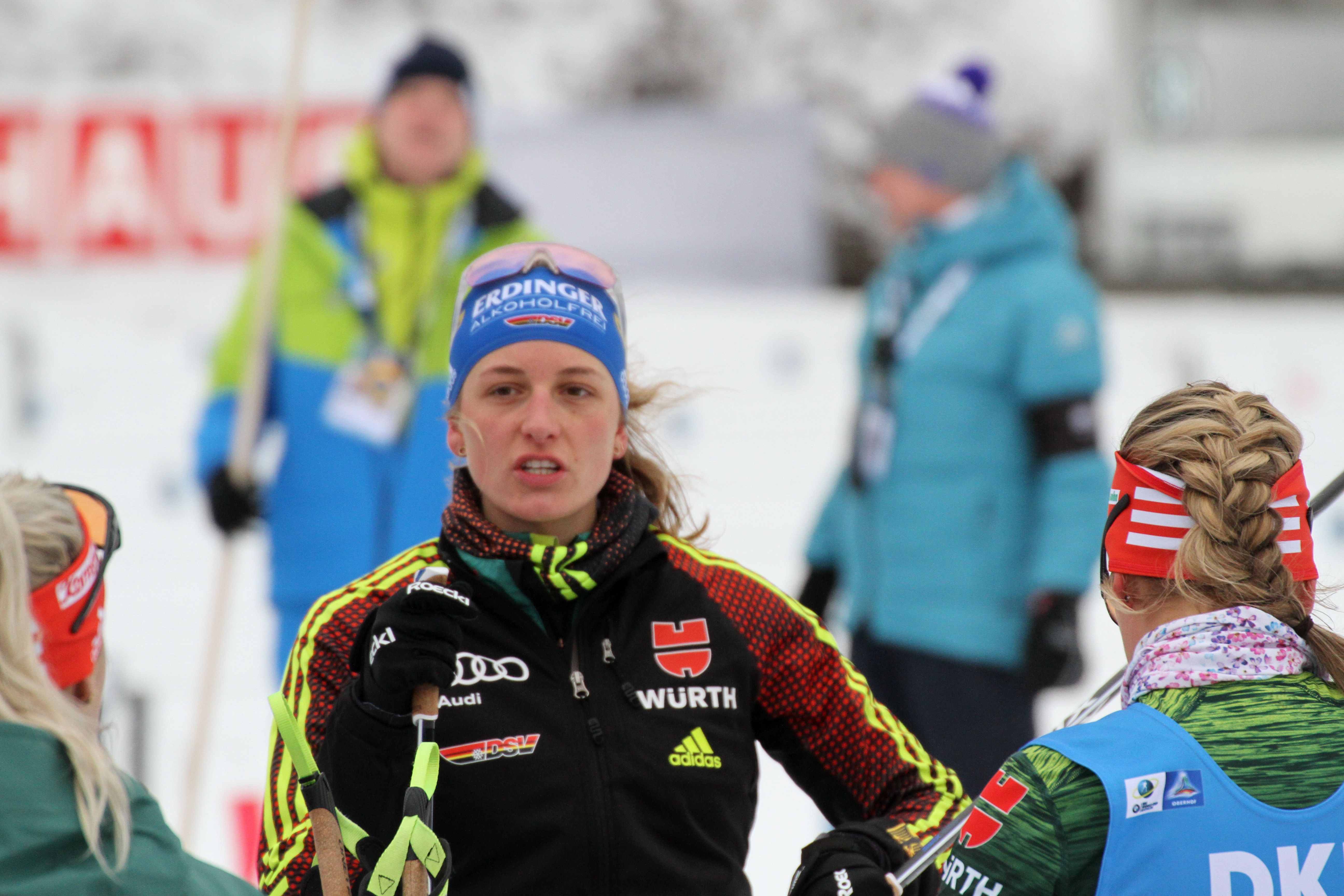
Hinz im Januar 2018 in Oberhof

Zur Saison 2012/13 wechselte Hinz vom Skilanglauf zum Biathlonsport und wurde sogleich in den deutschen B-Nationalkader aufgenommen. Ihr internationales Debüt gab sie bei den Juniorenweltmeisterschaften 2013 in Obertilliach und wurde 19. des Einzels, Neunte des Sprints, verpasste als Vierte der Verfolgung knapp eine Einzelmedaille und gewann diese an der Seite von Franziska Preuß und Laura Dahlmeier mit Gold im Staffelrennen. Danach folgte das Debüt im IBU-Cup in Osrblie, wo sie als 34. des Einzels und 18. des Sprints sogleich Punkte gewann. Bei den Europameisterschaften 2013 von Bansko gewann sie mit Nicole Wötzel, Franziska Preuß und Karolin Horchler den Titel mit der deutschen Staffel und wurde Sechste des Einzels. Im Sprint verpasste sie eine gute Platzierung aufgrund ihrer sechs Schießfehler, fünf davon im ersten Schießen. Auch im Verfolgungsrennen schoss sie vier Fehler in zwei Schießen und wurde danach als überrundete Läuferin aus dem Rennen genommen. Gegen Ende der Saison kam Hinz in Sotschi bei einem Einzel überraschend zu ihrem ersten Einsatz im Weltcup und verpasste nach guter Schießleistung mit nur einem Fehler nach läuferischen Problemen auf der anspruchsvollen Strecke für die Olympischen Winterspiele im Laura Biathlon- und Skilanglaufzentrum als 45. um wenige Plätze die Punkteränge.
Im Winter 2013/14 gewann Hinz in Ridnaun mit zwei Sprints ihre ersten Rennen im IBU-Cup. In Antholz wurde sie wieder im Weltcup eingesetzt, wo sie die nach einem 49. Platz im Sprint in der Verfolgung den 40. Rang und damit zum ersten Mal die Punkteränge erreichte. Obwohl sie damit nicht die Qualifikationskriterien des DSV für die Olympischen Spiele in Sotschi erfüllt hatte, wurde sie als sechste Athletin nominiert. Als Ersatzläuferin reiste sie allerdings nicht mit nach Sotschi. Im März wurde sie erneut im Weltcup in Pokljuka eingesetzt und verbesserte sich nach dem 57. Rang im Sprint auf den 36. Rang in der Verfolgung. In Oslo beendete sie sowohl Sprint als auch Verfolgung als 21.

### Erste Weltcupsaison und Staffel WM-Gold (2014 bis 2017)

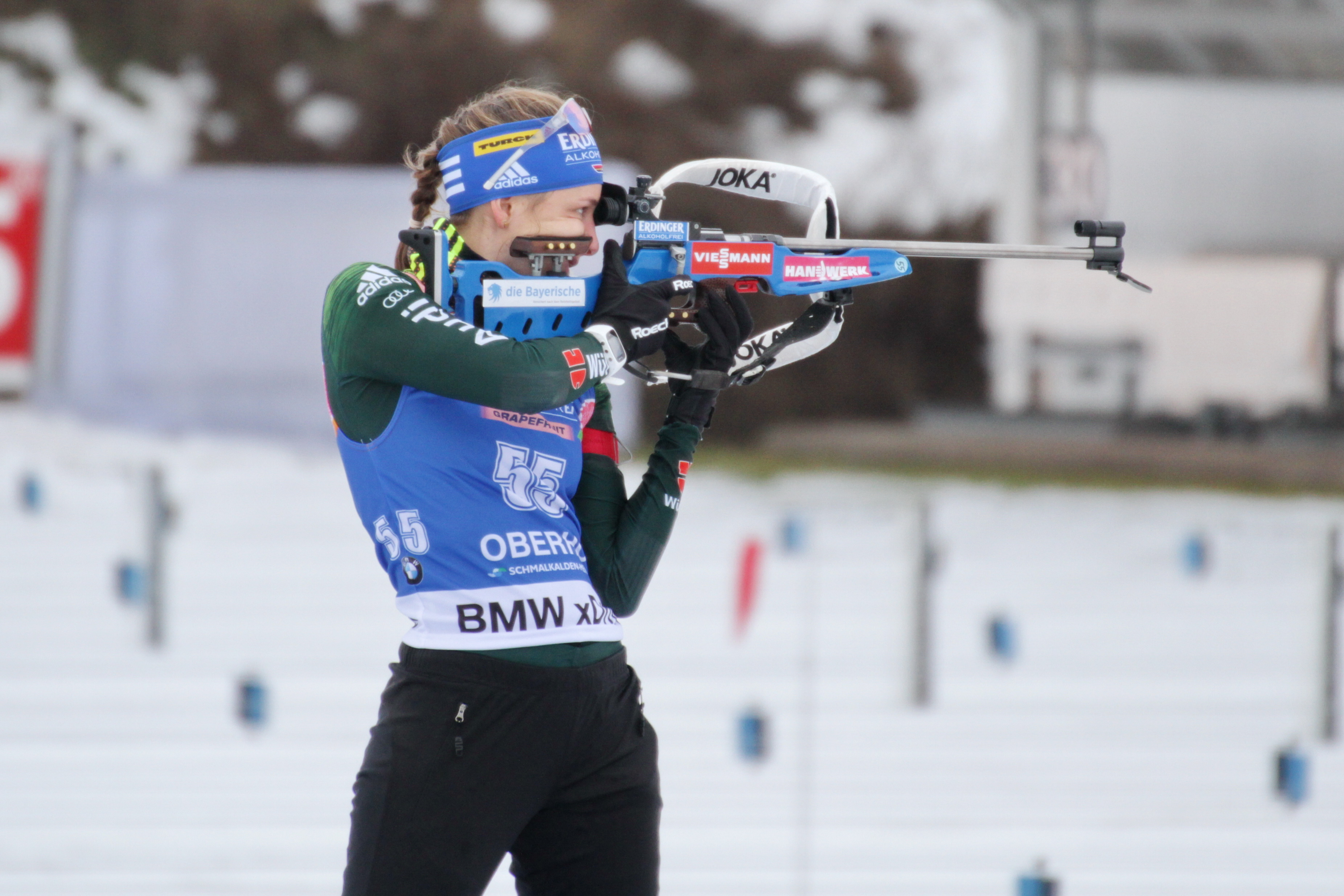
Hinz beim Weltcup in Oberhof im Januar 2018

In der Saison 2014/15 startete Hinz erneut im Weltcup und zeigte dort gute Leistungen. Beim Weltcup in Hochfilzen wurde sie im Sprint mit fehlerfreiem Schießen Sechste, womit sie ihre erste Top-Ten-Platzierung im Weltcup erreichte. Daraufhin kam sie erstmals in einem Staffelrennen zum Einsatz, und auf Position drei laufend gelang ihr mit den Team-Kolleginnen Luise Kummer, Franziska Hildebrand und Franziska Preuß ihr erster Weltcupsieg. In Pokljuka lag sie im Massenstart zwischenzeitlich auf Siegkurs und wurde nach zwei Fehlern im letzten Schießen Elfte. Im Sprint in Oberhof belegte sie bei schwierigen Verhältnissen den siebten Rang. Nach einem dritten Platz in Ruhpolding mit der Staffel musste sie in Antholz wegen einer Krankheit pausieren. Wenig später erreichte sie mit einem vierten Rang in Nové Město na Moravě in der Verfolgung ihr bisher bestes Einzelresultat im Weltcup, nachdem sie als Sprint-12. ins Rennen ging. In Oslo am legendären Holmenkollen konnte Hinz im Einzel keine Punkte sammeln, im Sprint rangierte sie auf Platz 27. In der Staffel wurde sie erstmals an Position eins eingesetzt, die Staffel mit Vanessa Hinz, Franziska Preuß, Miriam Gössner und Laura Dahlmeier kam auf Rang vier. Bei ihren ersten Weltmeisterschaften in Kontiolahti wurde sie im Sprint 49., in der Verfolgung 37. und im Einzel 44. In der Staffel wurde sie wieder an Position drei eingesetzt und zusammen mit Franziska Hildebrand, Franziska Preuß und Laura Dahlmeier erstmals Weltmeisterin.
Trotz ihrer Goldmedaille bei den Biathlon-Weltmeisterschaften 2015 musste sich Vanessa Hinz erst für die Aufnahme in die deutsche Weltcupmannschaft qualifizieren. Nach dem letzten Vorbereitungslehrgang im norwegischen Sjusjøen wurde sie offiziell für den Biathlon-Weltcup 2015/16 nominiert und erreichte in ihrem ersten Rennen, der Mixedstaffel im schwedischen Östersund, gemeinsam mit Franziska Hildebrand, Benedikt Doll und Simon Schempp den zweiten Platz. Mit ihren Ergebnissen in Sprint und Verfolgung konnte sie bereits während des ersten Weltcups in Östersund die internen Qualifikationskriterien des DSV für die Biathlon-Weltmeisterschaften 2016 in Oslo erfüllen. Beim zweiten Weltcup im österreichischen Hochfilzen wurde sie in der Damenstaffel, gemeinsam mit Franziska Hildebrand, Maren Hammerschmidt und Franziska Preuß erneut Zweite. Beim Biathlon in Antholz verfehlte sie mit einem 70. Platz im Sprint die Qualifikation für das Verfolgungsrennen. In der Staffel mussten sowohl sie als auch Miriam Gössner eine Strafrunde absolvieren, die deutsche Mannschaft erreichte am Ende nur den zehnten Rang. Die Wettkämpfe in Canmore und Presque Isle ließ sie aus, um ihre Form zu stabilisieren und sich ausgiebig auf die Weltmeisterschaften im norwegischen Oslo vorzubereiten. Sie gewann im Rahmen des Deutschlandpokals einen Sprint und einen Massenstart, welche sie als Testwettkämpfe für die Weltmeisterschaften nutzte. In Oslo verfehlte sie mit einem 61. Platz im Sprint erneut die Qualifikation für das Verfolgungsrennen, im Einzelwettkampf belegte sie mit drei Schießfehlern den 37. Platz. In der Folge wurde sie für die Damenstaffel durch Maren Hammerschmidt ersetzt. Die beiden letzten Rennen der Saison – Sprint und Verfolgung im russischen Chanty-Mansijsk – beendete sie außerhalb der Punkteränge. Sie belegte den 27. Platz in der Gesamtwertung des Weltcups.
Für die Vorbereitung auf die Saison 2016/17 wurde Vanessa Hinz dem B-Kader und der ersten Lehrgangsgruppe der Biathletinnen des DSV zugeteilt. Bereits im zweiten Rennen der Saison, dem Sprint in Östersund, erfüllte sie mit einem 6. Platz die Qualifikationskriterien des DSV für die Teilnahme an den Biathlon-Weltmeisterschaften 2017 in Hochfilzen. Beim Massenstart in Nové Město na Moravě verfehlte sie mit einem 4. Platz ihre erste Podiumsplatzierung im Weltcup in einem Einzelrennen nur knapp, mit der deutschen Damenstaffel gewann sie jedoch die Rennen in Pokljuka, Ruhpolding und Antholz. Bei den Weltmeisterschaften wurde sie in der Mixed- und der Damenstaffel als Startläuferin eingesetzt, die sie gemeinsam mit Laura Dahlmeier, Arnd Peiffer und Simon Schempp bzw. mit Maren Hammerschmidt, Franziska Hildebrand und Laura Dahlmeier gewann. Die Wettkämpfe in Pyeongchang und Kontiolahti verpasste Hinz krankheitsbedingt, beim Saisonfinale am Holmenkollen in Oslo war sie wieder am Start, erreichte jedoch nur in einem von drei Rennen die Punkteränge.

### Erster Weltcupsieg und WM-Silber im Einzel (ab 2017)

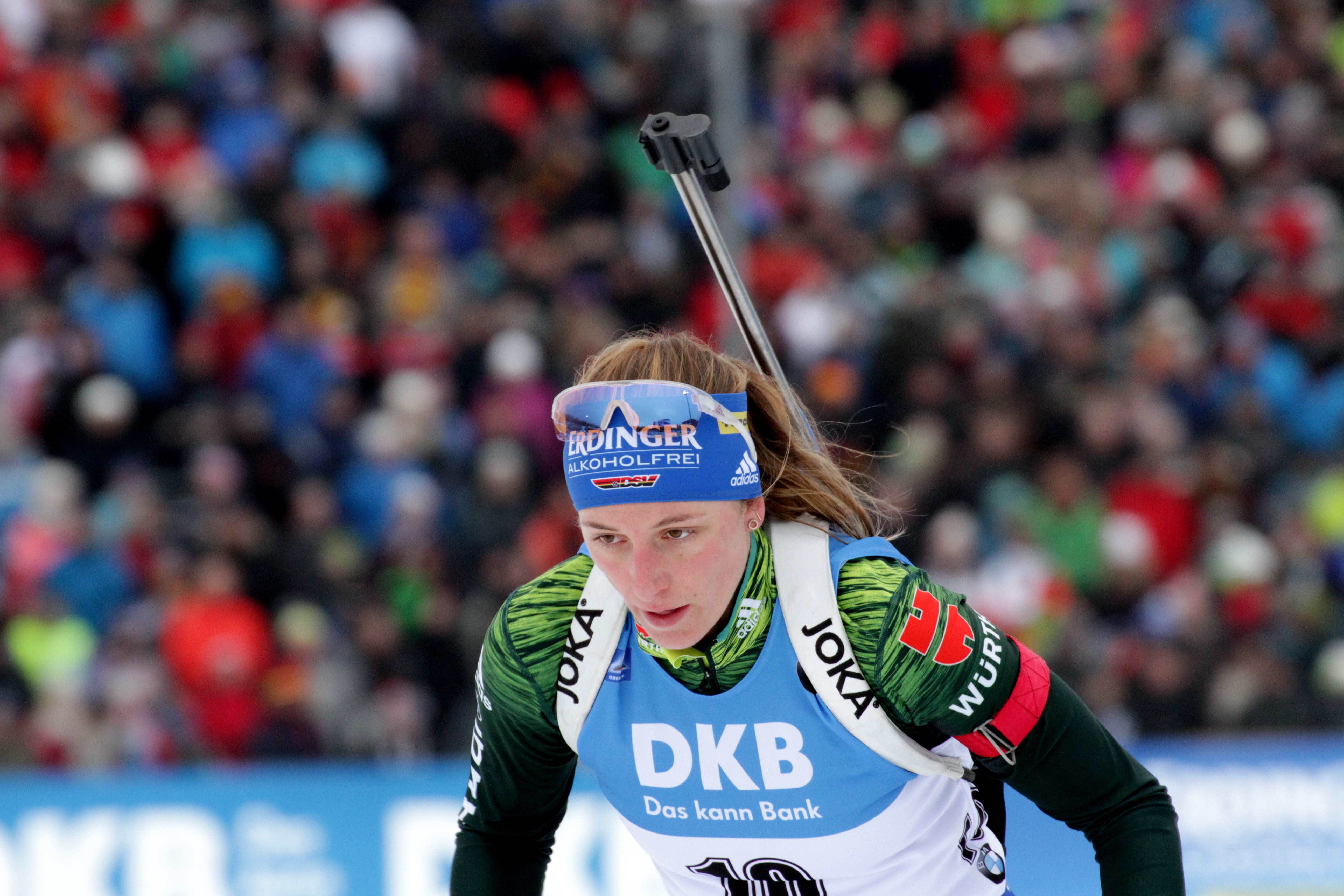
Hinz beim Weltcup in Oberhof im Januar 2018

Gemeinsam mit Erik Lesser bildete sie eine Mannschaft für das erste Rennen der Saison 2018, der Single-Mixed-Staffel im schwedischen Östersund. Lesser erreichte als Schlussläufer hinter der siegreichen Mannschaft aus Österreich als Zweiter Athlet das Ziel. Bereits im dritten Einzelrennen, der Verfolgung über 10 Kilometer, erfüllte sie mit einem achten Platz die vom DSV geforderten Qualifikationskriterien für eine Teilnahme an den Olympischen Winterspielen 2018 in Pyeongchang. Im weiteren Saisonverlauf folgte ein Sieg im Staffelrennen in Hochfilzen – in der Besetzung der Weltmeisterstaffel von 2017 – gemeinsam mit Maren Hammerschmidt, Franziska Hildebrand und Laura Dahlmeier, ein fünfter Platz beim Massenstart in Annecy sowie ein zweiter Platz im Staffelrennen in Oberhof. Bei den Olympischen Spielen verfehlte sie im Sprint als Fünfte die Medaillenränge nur um 15 Sekunden. Die Mixedstaffel eröffnete Hinz als Startläuferin, die deutsche Mannschaft beendete das Rennen auf dem vierten Rang, nachdem der italienische Schlussläufer Dominik Windisch in einem umstrittenen Manöver Arnd Peiffer kurz vor dem Zieleinlauf den Weg abschnitt. Ein Protest der deutschen Mannschaft wurde abgelehnt. Für die Damenstaffel wurde Vanessa Hinz nicht nominiert. Nachdem die deutsche Mannschaft nach insgesamt drei Strafrunden nur den achten Platz erreichte, kritisierte Franziska Hildebrand den deutschen Bundestrainer Gerald Hönig und insbesondere die Entscheidung, nicht die erfolgreiche Weltmeisterstaffel ins Rennen zu schicken und sowohl auf Hinz als auch auf Hammerschmidt zu verzichten. Am 11. März 2018 gelang Vanessa Hinz im finnischen Kontiolahti im Massenstart über 12,5 Kilometer ihre erste Podiumsplatzierung und damit auch ihr erster Weltcupsieg in einem Einzelwettbewerb.
Die Saison 2019 begann für Hinz mit einem 32. Platz im Einzel von Pokljuka. Beim dritten Wettbewerb des Jahres in Nové Město erreichte sie einen sechsten Rang in der Verfolgung und einen 11. Platz im Massenstart. in Ruhpolding erzielte sie mit Laura Dahlmeier, Franziska Preus und Denise Herrmann den dritten Rang in der Staffel. In Antholz erzielte sie mit dem dritten Platz ihre einzige Podestplatzierung im Einzelwettbewerb. Beim anschließenden Wettkampf in Canmore erzielte sie den sechsten Rang im Einzel. Überdies gewann sie das Staffelrennen zusammen mit Franziska Hildebrand. Denise Hermann und Laura Dahlmeier. In Salt Lake City erzielte sie den zweiten Platz in der Mixedstaffel. Bei den Weltmeisterschaften 2019 in Östersund gewann sie in der Mixedstaffel zusammen mit Denise Herrmann, Arnd Peiffer und Benedikt Doll die Silbermedaille.
In der Saison 2020 erzielte Hinz mit dem 12. Platz in der Verfolgung in Hochfilzen und einem 15. Rang im Sprint von Oberhof die WM-Norm. Beim anschließenden Wettbewerb in Ruhpolding erreichte sie den achten Rang im Sprint. In Pokljuka erzielte sie den dritten Rang mit der Mixedstaffel. Bei den Weltmeisterschaften 2020 gewann Hinz in Antholz die Silbermedaille im Einzel und in der Staffel. Zudem erreichte sie den fünften Platz in der Verfolgung. In Nové Město gelang ihr mit dem dritten Platz mit der Staffel ein weiterer Podestplatz.
In den ersten sieben Wettbewerben der Saison 2021 gelang ihr mit dem 12. Platz m Einzel von Antholz ihr bestes Einzelergebnis. Zudem erzielte sie den 18. Platz im Sprint von Kontiolahti und im Massenstart von Antholz. In Oberhof konnte sie die Staffel zusammen mit Janina Hettich, Denise Hermann und Franziska Preuß gewinnen. Bei den Biathlon-Weltmeisterschaften 2021 gewann sie mit der gleichen Besetzung die Silbermedaille in der Staffel. Außerdem erzielte sie den 6. Rang in der Verfolgung und den 10. Platz im Massenstart.
Beim dritten Wettkampf der Saison 2022 in Hochfilzen erreichte Hinz mit einem 10. Platz im Sprint und einem achten Rang in der Verfolgung ihre besten Einzelergebnisse in dieser Saison und zugleich erfüllte sie auch die Qualifikationskriterien für die Olympischen Winterspiele 2022 in Peking. In der Staffel gewann sie zusammen mit Vanessa Voigt, Franziska Preuß und Denise Hermann die Bronzemedaille. Im Einzel erzielte sie überdies den 14. Rang, während sie im Massenstart den 15. Platz erreichte. Nach den Olympischen Spielen erreichte Hinz 12. Platz im Sprint in Kontiolahti sowie den 19. Rang in der Verfolgung in Kontiolahti und den 19. Rang im Sprint von Otepää.
Nach einer von Infekten und Verletzungen geprägten Saison 2023 gab sie am 4. Februar 2023 im Rahmen des IBU-Cups in Obertilliach mit sofortiger Wirkung ihren Rücktritt vom aktiven Sport bekannt. Laut eigenen Aussagen war diese Entscheidung bereits im vorangegangenen Sommer gereift. In dieser Saison lief sie kein Rennen im Weltcup, wobei sie ihr einziges geplantes Rennen in Pokljuka absagen musste.

## Auszeichnungen
- 2022: Silbernes Lorbeerblatt[14]
- 2024: Bayerischer Verdienstorden

## Statistik

### Weltcupsiege
| Nr. | Datum         | Ort         | Disziplin   |
| --- | ------------- | ----------- | ----------- |
| 1.  | 11. März 2018 | Kontiolahti | Massenstart |

| Nr. | Datum         | Ort              | Disziplin       |
| --- | ------------- | ---------------- | --------------- |
| 1.  | 13. Dez. 2014 | Hochfilzen       | Staffel 1       |
| 2.  | 13. März 2015 | Kontiolahti (WM) | Staffel 2       |
| 3.  | 11. Dez. 2016 | Pokljuka         | Staffel 3       |
| 4.  | 12. Jan. 2017 | Ruhpolding       | Staffel 4       |
| 5.  | 22. Jan. 2017 | Antholz          | Staffel 3       |
| 6.  | 9. Feb. 2017  | Hochfilzen (WM)  | Mixed-Staffel 5 |
| 7.  | 17. Feb. 2017 | Hochfilzen (WM)  | Staffel 3       |
| 8.  | 10. Dez. 2017 | Hochfilzen       | Staffel 3       |
| 9.  | 8. Feb. 2019  | Canmore          | Staffel 6       |
| 10. | 16. Jan. 2021 | Oberhof          | Staffel 7       |

### Platzierungen im Biathlon-Weltcup
Die Tabelle zeigt alle Platzierungen (je nach Austragungsjahr einschließlich Olympische Spiele und Weltmeisterschaften).
- 1.–3. Platz: Anzahl der Podiumsplatzierungen
- Top 10: Anzahl der Platzierungen unter den ersten zehn (einschließlich Podium)
- Punkteränge: Anzahl der Platzierungen innerhalb der Punkteränge (einschließlich Podium und Top 10)
- Starts: Anzahl gelaufener Rennen in der jeweiligen Disziplin
- Staffel: inklusive Mixed- und Single-Mixed-Staffeln

| Platzierung | Einzel | Sprint | Verfolgung | Massenstart | Staffel | Gesamt |
| ----------- | ------ | ------ | ---------- | ----------- | ------- | ------ |
| 1. Platz    |        |        |            | 1           | 10      | 11     |
| 2. Platz    | 1      |        |            |             | 9       | 10     |
| 3. Platz    |        |        |            | 1           | 5       | 6      |
| Top 10      | 5      | 7      | 9          | 9           | 40      | 70     |
| Punkteränge | 17     | 49     | 45         | 29          | 43      | 183    |
| Starts      | 22     | 72     | 49         | 29          | 43      | 215    |

| Saison  | Einzelrennen 1 | Platzierungen Einzelrennen | Platzierungen Einzelrennen | Platzierungen Einzelrennen | Staffelrennen 1 | Staffelrennen 1 | Platzierungen Staffelrennen | Platzierungen Staffelrennen | Gesamtweltcup 3 | Gesamtweltcup 3 | Gesamtweltcup 3 |
| Saison  | Einzelrennen 1 | 1. – 2. – 3.               | Top Ten                    | Punkteränge                | Frauen          | Mixed 2         | 1. – 2. – 3.                | Top Ten                     | Punkte          | Platz           |                 |
| ------- | -------------- | -------------------------- | -------------------------- | -------------------------- | --------------- | --------------- | --------------------------- | --------------------------- | --------------- | --------------- | --------------- |
| 2012/13 | 03 (26)        | 0 – 0 – 0                  | 0                          | 0                          | 0 (6)           | 0 (2)           | 0 – 0 – 0                   | 0                           | 0               | -               |                 |
| 2013/14 | 09 (22)        | 0 – 0 – 0                  | 0                          | 06                         | 0 (3)           | 0 (1)           | 0 – 0 – 0                   | 0                           | 064             | 60              |                 |
| 2014/15 | 22 (25)        | 0 – 0 – 0                  | 03                         | 18                         | 05 (6)          | 01 (4)          | 2 – 0 – 1                   | 06                          | 412             | 20              |                 |
| 2015/16 | 18 (25)        | 0 – 0 – 0                  | 03                         | 13                         | 02 (5)          | 01 (5)          | 0 – 2 – 0                   | 03                          | 304             | 27              |                 |
| 2016/17 | 21 (26)        | 0 – 0 – 0                  | 08                         | 17                         | 04 (5)          | 01 (5)          | 5 – 0 – 0                   | 05                          | 436             | 19              |                 |
| 2017/18 | 22 (22)        | 1 – 0 – 0                  | 06                         | 20                         | 02 (4)          | 02 (4)          | 1 – 2 – 0                   | 03                          | 522             | 10              |                 |
| 2018/19 | 19 (25)        | 0 – 0 – 1                  | 03                         | 17                         | 04 (5)          | 03 (6)          | 1 – 2 – 1                   | 07                          | 340             | 27              |                 |
| 2019/20 | 19 (21)        | 0 – 1 – 0                  | 03                         | 17                         | 06 (6)          | 01 (6)          | 0 – 1 – 2                   | 06                          | 394             | 16              |                 |
| 2020/21 | 22 (26)        | 0 – 0 – 0                  | 02                         | 19                         | 05 (6)          | 02 (6)          | 1 – 2 – 1                   | 06                          | 364             | 24              |                 |
| 2021/22 | 17 (22)        | 0 – 0 – 0                  | 02                         | 13                         | 03 (5)          | 01 (4)          | 0 – 0 – 0                   | 04                          | 262             | 26              |                 |
| Gesamt  | 172 (240)      | 1 – 1 – 1                  | 030                        | 140                        | 031 (51)        | 012 (43)        | 10 – 9 – 5                  | 040                         |                 |                 |                 |

→ Ergänzende Informationen: Punkteverteilung / Streichergebnisse im Biathlon-Weltcup

### Weltcupwertungen
Ergebnisse bei Biathlon-Weltcups (Disziplinen- und Gesamtweltcup) gemäß Punktesystem
| Saison  | Einzel | Einzel | Sprint | Sprint | Verfolgung | Verfolgung | Massenstart | Massenstart | Gesamt | Gesamt |
| Saison  | Platz  | Punkte | Platz  | Punkte | Platz      | Punkte     | Platz       | Punkte      | Platz  | Punkte |
| ------- | ------ | ------ | ------ | ------ | ---------- | ---------- | ----------- | ----------- | ------ | ------ |
| 2013/14 | –      | –      | 70.    | 21     | 51.        | 43         | –           | –           | 60.    | 64     |
| 2014/15 | 67.    | 2      | 14.    | 190    | 19.        | 128        | 19.         | 92          | 20.    | 412    |
| 2015/16 | 43.    | 21     | 25.    | 114    | 29.        | 91         | 22.         | 78          | 27.    | 304    |
| 2016/17 | 2.     | 103    | 33.    | 89     | 28.        | 112        | 8.          | 132         | 19.    | 436    |
| 2017/18 | 46.    | 10     | 15.    | 141    | 9.         | 176        | 3.          | 195         | 10.    | 522    |
| 2018/19 | 11.    | 69     | 36.    | 79     | 30.        | 89         | 17.         | 104         | 27.    | 341    |
| 2019/20 | 8.     | 91     | 19.    | 126    | 12.        | 107        | 24.         | 70          | 16.    | 394    |
| 2020/21 | 32.    | 37     | 31.    | 103    | 18.        | 133        | 23.         | 79          | 24.    | 364    |
| 2021/22 | 42.    | 17     | 28.    | 112    | 23.        | 107        | 34.         | 26          | 26.    | 262    |

### Olympische Winterspiele
Ergebnisse bei Olympischen Winterspielen:
| Olympische Winterspiele | Olympische Winterspiele | Einzel | Sprint | Verfolgung | Massenstart | Staffel | Mixedstaffel |
| Jahr                    | Ort                     | Einzel | Sprint | Verfolgung | Massenstart | Staffel | Mixedstaffel |
| ----------------------- | ----------------------- | ------ | ------ | ---------- | ----------- | ------- | ------------ |
| 2018                    | Pyeongchang             | –      | 5.     | 13.        | 25.         | –       | 4.           |
| 2022                    | Peking                  | 14.    | 55.    | 21.        |             | 3.      | –            |

### Weltmeisterschaften
Ergebnisse bei den Weltmeisterschaften:
| Weltmeisterschaften | Weltmeisterschaften | Einzel | Sprint | Verfolgung | Massenstart | Staffel | Mixedstaffel | Single-Mixedstaffel |
| Jahr                | Ort                 | Einzel | Sprint | Verfolgung | Massenstart | Staffel | Mixedstaffel | Single-Mixedstaffel |
| ------------------- | ------------------- | ------ | ------ | ---------- | ----------- | ------- | ------------ | ------------------- |
| 2015                | Kontiolahti         | 44.    | 48.    | 36.        | –           | 1.      | –            |                     |
| 2016                | Oslo                | 37.    | 61.    | –          | –           | –       | –            |                     |
| 2017                | Hochfilzen          | 8.     | 6.     | 20.        | 20.         | 1.      | 1.           |                     |
| 2019                | Östersund           | 19.    | 65.    | –          | –           | 4.      | 2.           | –                   |
| 2020                | Antholz             | 2.     | 14.    | 5.         | 17.         | 2.      | –            | –                   |
| 2021                | Pokljuka            | 33.    | 12.    | 6.         | 10.         | 2.      | –            |                     |

### Juniorenweltmeisterschaften
Ergebnisse bei den Juniorenweltmeisterschaften:
| Weltmeisterschaften | Weltmeisterschaften | Einzel | Sprint | Verfolgung | Staffel |
| Jahr                | Ort                 | Einzel | Sprint | Verfolgung | Staffel |
| ------------------- | ------------------- | ------ | ------ | ---------- | ------- |
| 2013                | Obertilliach        | 19.    | 9.     | 4.         | 1.      |